# Irina Rastorgueva

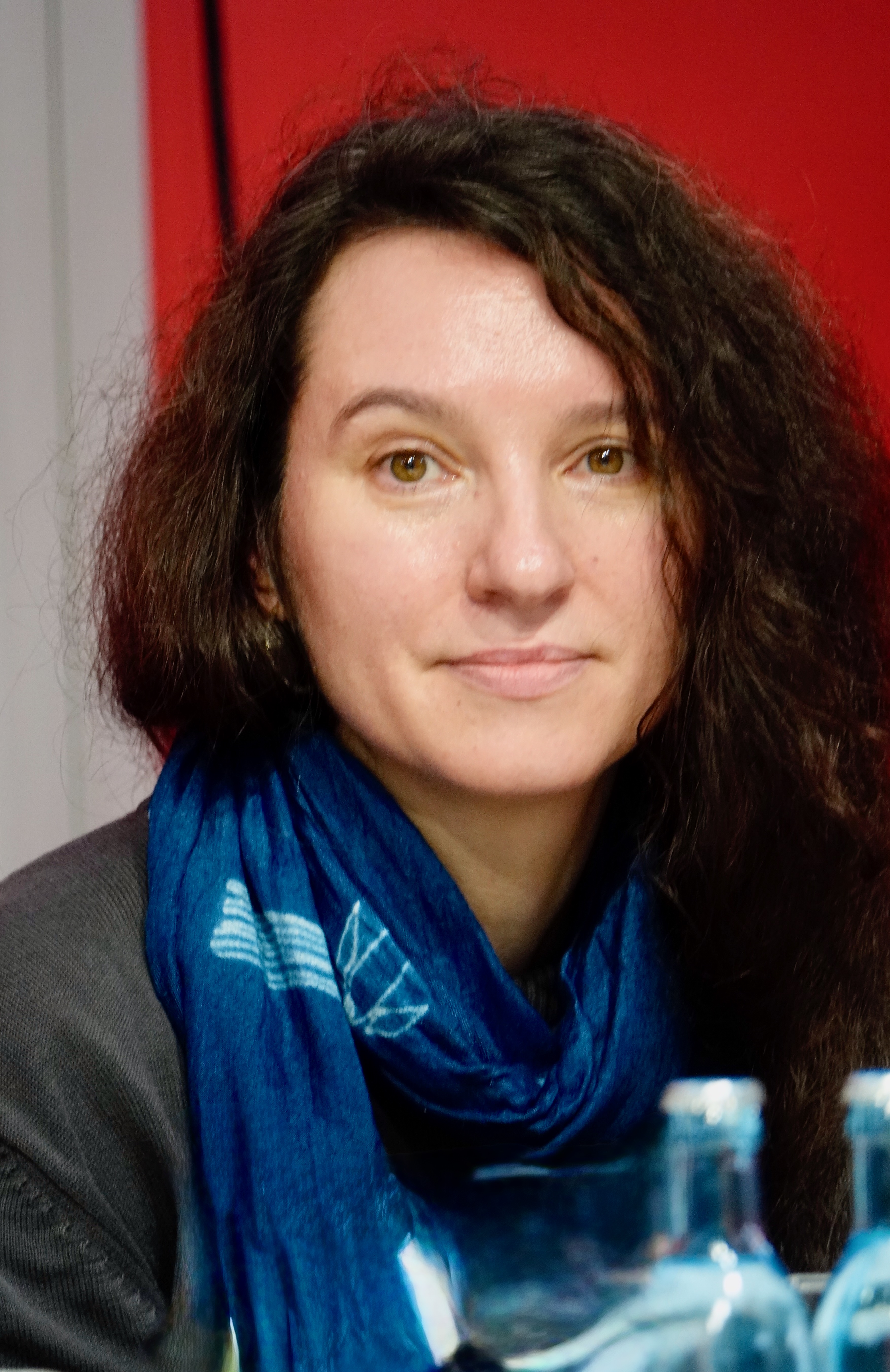
Irina Rastorgueva auf der Leipziger Buchmesse 2025

Irina Rastorgueva (* 1983 in Juschno-Sachalinsk) ist eine russische Grafikerin, Autorin und Übersetzerin. Mit ihrem Sachbuch Pop-up-Propaganda wurde sie 2025 mit dem Preises der Leipziger Buchmesse in der Kategorie Sachbuch/Essayistik ausgezeichnet.

## Leben
Nach ihrem Studium der Philologie an der Staatlichen Universität Sachalin hatte sie dort von 2006 bis 2015 eine Stelle als Dozentin im Fach Journalistik inne. Sie schrieb zahlreiche  wissenschaftliche Artikel über die Theorie und Geschichte der Literatur und des Journalismus des 20. Jahrhunderts. Zudem arbeitete Rastorgueva als Kulturjournalistin für diverse russische Zeitschriften und Radiosender. 2011 gründete sie das Kulturmagazin ProSakhalin. Ab 2011 engagierte sie sich für das Theater, etwa als Dramaturgin am Tschechow-Theater Sachalin und als künstlerische Produktionsleiterin des Far Eastern Theatre Forum / Theatre go round Festival in Sapporo 2015.
Seit 2017 ist sie auch als freie Dramaturgin und Regisseurin in Berlin tätig. In Berlin begann sie auch in der Berliner Zeitung, der FAZ und im Magazin Osteuropa zu publizieren. Auch ihre Hochschulkarriere setzte sie 2021 fort: Sie hielt im Wintersemester 2021/2022 gemeinsam mit Thomas Martin Vorlesungen an der Hochschule für Angewandte Wissenschaften Hamburg, Department Design.

## Werke
2022 befasste sich Irina Rastorgueva in ihrem Buch Das Russlandsimulakrum mit der Situation in Russland unter der Herrschaft Putins. Im Deutschlandfunk erläuterte sie, warum sie den Begriff Simulakrum verwendet hat. Russland sei ein Land ohne Inhalt. Es gäbe keine Ideologie, keine demokratischen Institutionen, nichts funktioniere wirklich. Ein Rechtssystem werde nur vorgespiegelt, denn in Wahrheit stünden die Urteile schon vorher fest. „Eine 'Militärdiktatur' spielt absurdes Theater“, fasst der Sender das Interview mit der Autorin in der Überschrift zusammen.
Für ihr Buch Pop-up-Propaganda vertiefte Rastorgueva ihre Analyse des Zustandes Russlands, in dem sie drei Jahre lang die russischen Medien beobachtete. Die Kremlpropaganda, so das Fazit, habe in der Regierungszeit Putins die Dimension einer eigenen Wirklichkeit angenommen. Das Werk wurde im Jahr seiner Veröffentlichung mit dem Preis der Leipziger Buchmesse ausgezeichnet.

## Publikationen
- Das Russlandsimulakrum. Kleine Kulturgeschichte des politischen Protests in Russland. Matthes & Seitz, Berlin 2022, ISBN 978-3-7518-0802-6.
- Pop-up-Propaganda. Epikrise der russischen Selbstvergiftung. Nachwort Thomas Martin. Matthes & Seitz, Berlin 2025, ISBN 978-3-7518-2037-0.